# Rustavi Steelers
I Rustavi Steelers sono la squadra di football americano di Rustavi, in Georgia.

## Dettaglio stagioni

### Campionato
| Stagione | regular season | regular season | regular season | regular season | regular season | regular season | playoff | playoff | playoff | playoff | playoff | playoff   | playoff           |
|          | Vin            | Par            | Per            | Tot            | PF             | PS             | Vin     | Per     | Tot     | PF      | PS      | risultato | avversaria        |
| -------- | -------------- | -------------- | -------------- | -------------- | -------------- | -------------- | ------- | ------- | ------- | ------- | ------- | --------- | ----------------- |
| 2017     | 4              | 0              | 2              | 6              | 119            | 92             | 0       | 1       | 1       | 12      | 18      | Finale    | Tbilisi Crusaders |
| 2018     | 5+?            | 0+?            | 0+?            | 5+?            | 140+?          | 12+?           | 1       | 0       | 1       | 24      | 18      | Campioni  | Tbilisi Crusaders |
| 2019     | 2+?            | 0+?            | 1+?            | 3+?            | 131+?          | 22+?           | 2       | 0       | 2       | 46      | 10      | Campioni  | Tbilisi Crusaders |
| 2020     | 5              | 0              | 1              | 6              | 162            | 42             | 1       | 0       | 1       | 12      | 6       | Campioni  | Tbilisi Crusaders |
| Totale   | 16+?           | 0+?            | 4+?            | 20+?           | 552+?          | 168+?          | 4       | 1       | 5       | 94      | 52      |           |                   |

Fonti: Enciclopedia del Football - A cura di Roberto Mezzetti

### Riepilogo fasi finali disputate
| Anno             | Luogo   | Evento                                     | Fase del torneo | Incontro                             | Risultato |
| 1º ottobre 2017  | Rustavi | Campionato georgiano di football americano | Finale          | Tbilisi Crusaders - Rustavi Steelers | 18 - 12   |
| 4 novembre 2018  | Rustavi | Campionato georgiano di football americano | Finale          | Tbilisi Crusaders - Rustavi Steelers | 18 - 24   |
| 22 dicembre 2019 | Tbilisi | Campionato georgiano di football americano | Finale          | Tbilisi Crusaders - Rustavi Steelers | 10 - 12   |
| 5 dicembre 2020  | Tbilisi | Campionato georgiano di football americano | Finale          | Tbilisi Crusaders - Rustavi Steelers | 6 - 12    |

## Palmarès
- 3 Campionati georgiani di football americano (2018, 2019, 2020)